# جمعیت اشباح
جمعیت شبح جمعیتی است که با استفاده از تکنیک‌های آماری استنباط شده است. 

## مطالعات جمعیتی
در سال ۲۰۰۴، پیشنهاد شد که روش‌های حداکثر احتمال یا بیزی که نرخ‌های مهاجرت و اندازه‌های جمعیت را با استفاده از نظریه هم‌پیوستگی تخمین می‌زنند، می‌توانند از داده‌هایی استفاده کنند که شامل جمعیتی است که داده‌ای ندارد. به این جمعیت "جمعیت شبحی" گفته می‌شود. این دستکاری امکان بررسی تأثیرات جمعیت‌های گمشده بر تخمین اندازه‌های جمعیت و نرخ‌های مهاجرت بین دو جمعیت خاص را فراهم می‌کند. سوگیری‌های پارامترهای جمعیت استنباط شده به بزرگی نرخ مهاجرت از جمعیت‌های ناشناخته بستگی دارد. تکنیک استخراج جمعیت‌های شبحی مورد انتقاد قرار گرفت زیرا جمعیت‌های شبحی نتیجه مدل‌های آماری به همراه محدودیت‌های آن‌ها بودند.